# Zalesie Stare
Zalesie Stare – wieś w Polsce położona w województwie podlaskim, w powiecie wysokomazowieckim, w gminie Czyżew. Leży nad rzeką Brok.
W latach 1975–1998 miejscowość należała administracyjnie do województwa łomżyńskiego.
Wierni kościoła rzymskokatolickiego należą do parafii św. Doroty w Rosochatem Kościelnem lub do parafii Narodzenia NMP w Wyszonkach Kościelnych.

## Historia
W 1921 r. wymieniono wieś i folwark Zalesie Stare. Łącznie naliczono 13 budynków z przeznaczeniem mieszkalnym oraz 89. mieszkańców (46. mężczyzn i 43 kobiety). Wszyscy podali narodowość polską.